# Quido Schwank
Quido Schwank (15. března 1911, Praha, Troja – 28. ledna 1998) byl trojský rodák, uznávaný stavební odborník (stavitel, nadační rada) dárce a podporovatel místních organizací.

## Život

### Alois Svoboda
Quido Schwank se narodil 15. března 1911 v pražské Troji v domku číslo popisné 238, který se nacházel na rohu areálu Trojského zámku v Praze Jeho otec se jmenoval Quido Arnošt Karel Schwank (* 31. března 1880 – 1951) a jeho matka se jmenovala Johana Aloisie Marie Schwanková (rozená Svobodová; * 1. srpna 1885). Quido Schwank byl vnukem trojského velkostatkáře, československého vlastence a mecenáše Aloise Svobody. Jeho dědeček dne 7. října 1922 věnoval československému státu rozsáhlé pozemky (o rozloze 82,0052 ha) včetně Trojského zámku a zámecké zahrady.

### Kazanka
Quido Schwank bydlel po svatbě spolu se svojí manželkou Marií Schwankovou (rozenou Slunečkovou) ve viniční usedlosti Kazanka. K pražské Troji měl po celý svůj život vřelý vztah.

### Sametová revoluce
Po sametové revoluci (po roce 1989) získal Quido Schwank v restituci část nemovitostí, které byly jeho rodině komunistickým režimem znárodněny po únoru 1948. Z výnosu pronájmu těchto objektů se rozhodl financovat obecně prospěšné projekty a nadace.

### Trója, město v zeleni
Dne 23. června 1993 byla založena Nadace Quido Schwanka – Zelená Troja (Trója, město v zeleni) s cílem obnovy, zachování, podpory a rozvoje Zelené Troje, jako vzácného sídelního přírodního útvaru v Praze. Nadaci zřídili Quido Schwank, Městská část Praha-Troja a společnost Zlatá Praha. Popud ke zřízení nadace vzešel od Quido Schwanka, který Nadaci věnoval část svého trojského majetku a byl jmenován jejím doživotním čestným předsedou. (Další finanční vklad do této nadace pocházel od společnost Zlatá Praha, s.r.o.)

### Závěr
Quido Schwank zemřel 28. ledna 1998. Je pochován společně se svými příbuznými a předky v rodinném hrobě na Bohnickém hřbitově (Oddělení: N IV b; číslo hrobu: 745 HR.)

## Připomínky Quido Schwanka
- V pražské zoologické zahradě v Troji je umístěn veřejně přístupný bronzový pamětní sloup. Autorem památníku z roku 1996 je medailér, kreslíř, sochař Josef Nálepa (1936–2012). Sloup se jmenuje Pomník donátorů zoologické zahrady. Na něm se připomíná jak velkostatkář Alois Svoboda (1852–1929) (reliéf), tak i jeho vnuk stavitel a nadační rada Quido Schwank (1911–1998) (hlava).
- Schwankova ulice v Praze vychází jižním směrem z ulice Pod Hrachovkou proti ulici K Bohnicím a vstupuje do ulice Trojská proti domu na adrese Trojská 43/156, 171 00 Praha-Troja v místech, kde se nachází morový sloup.[8][9]
- Morový sloup ve Schwankově ulici je replikou původního sloupu (považovaného za viniční).[10] Sloup se zde nacházel až do roku 1948, pak byl přemístěn do pražské zoologické zahrady a v roce 2002 byl obnoven péčí nadace Quido Schwanka Trója-město v zeleni[10] a následně přemístěn ze zoo zpět do Schwankovy ulice.[10]

Fotogalerie
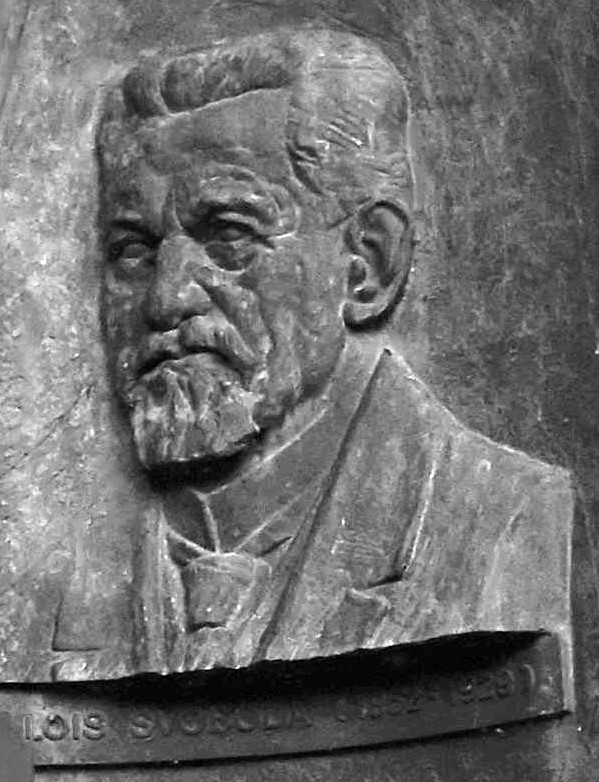
Reliéf jeho dědečka velkostatkáře Aloise Svobody na pomníku (z roku 1996) od sochaře Josefa Nálepy v pražské zoo (2022)
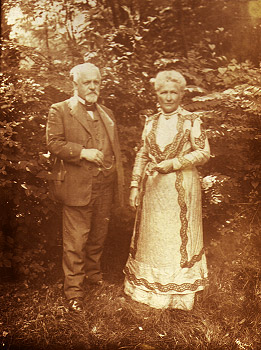
Dědeček a babička (Alois Svoboda s manželkou Johannou Svobodovou) na zahradě Trojského zámku
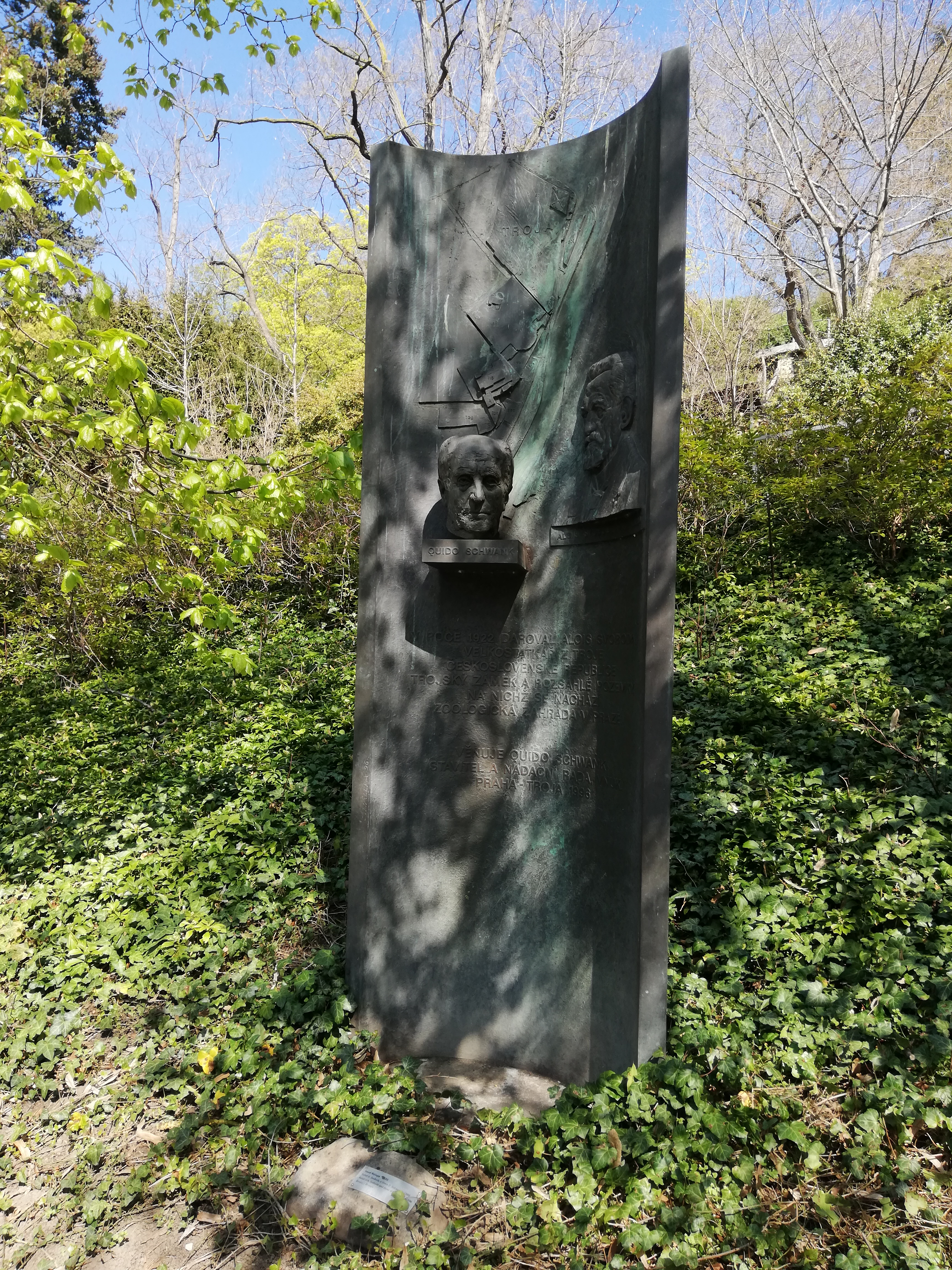
Bronzový pamětní sloup – Pomník donátorů pražské zoologické zahrady se jmény Aloise Svobody a Quido Schwanka (2022)
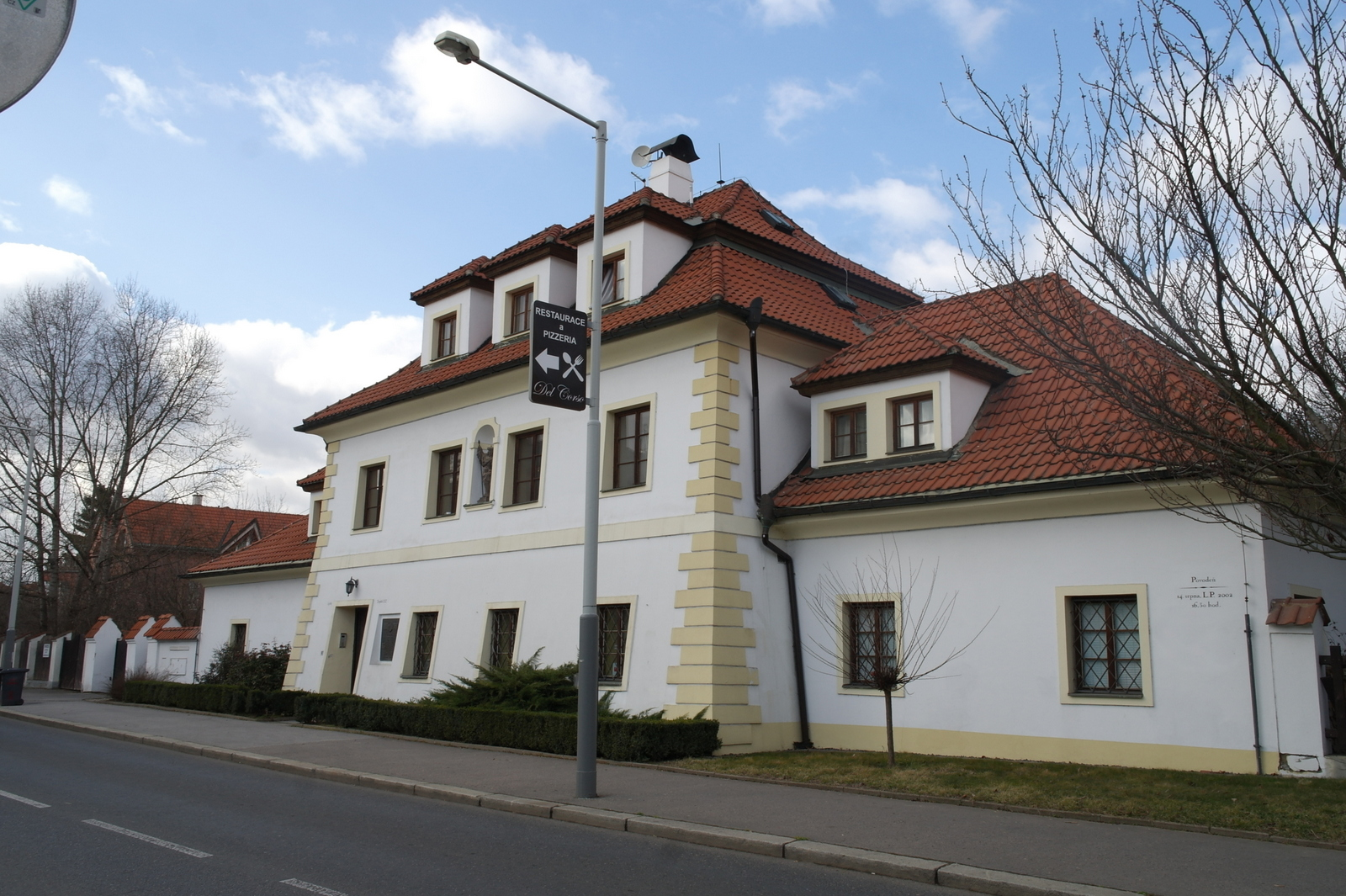
Trojská barokní usedlost Kazanka (2015)
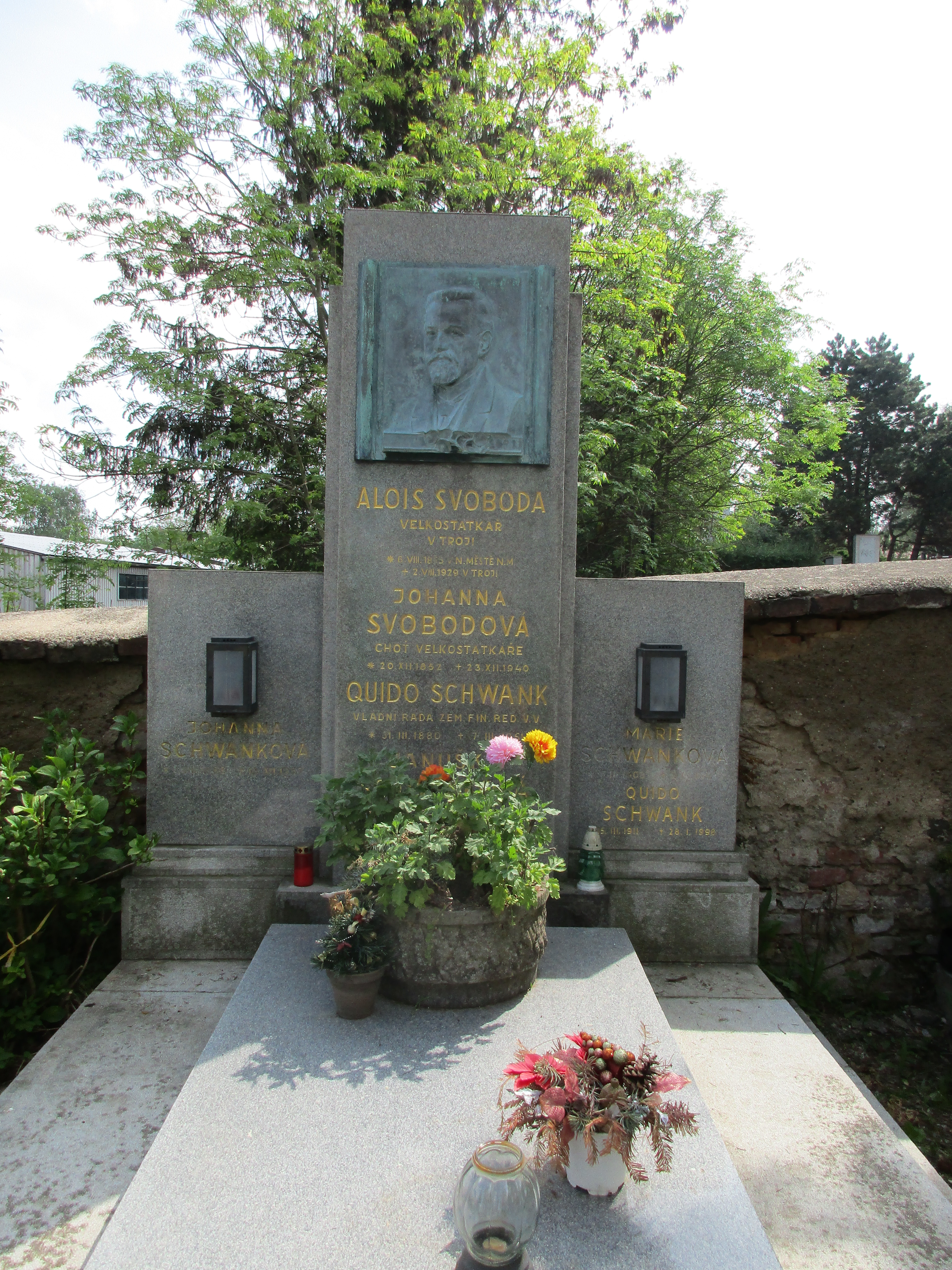
Hřbitov Bohnice; rodinná hrobka Svobodů a Schwanků (2016)
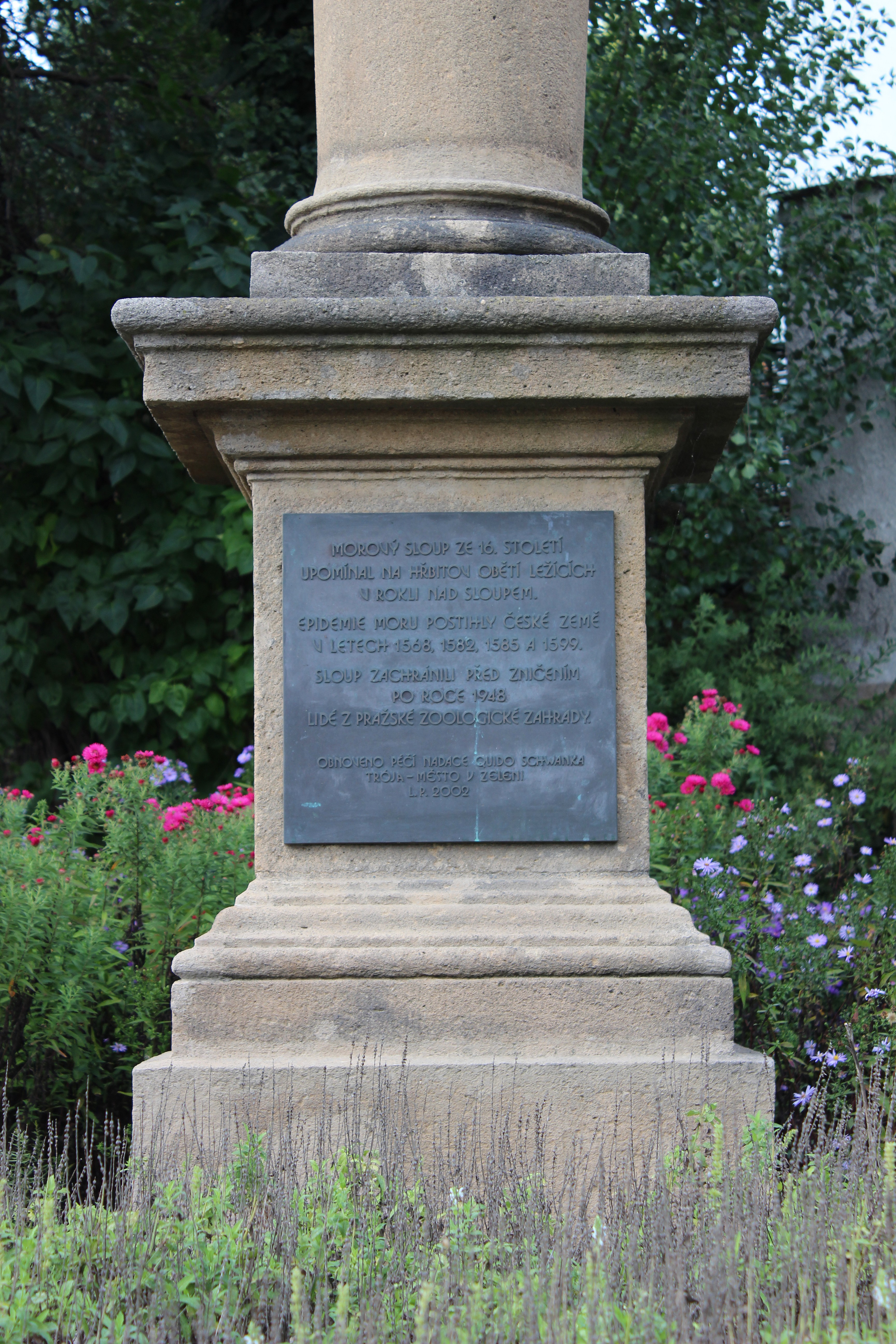
Morový sloup ve Schwankově ulici